# Pil sv. Trojstva (Vrbovo)
Pil sv. Trojstva je objekt u mjestu Vrbovo općini Hrašćina zaštićeno kulturno dobro.

## Opis dobra
Kameni pil posvećen sv. Trojstvu nalazi se na osami u polju u naselju Vrbovo kraj Hrašćine. Sastoji se od četverostranog kamenog stupa odsječenih bridova na kojemu leži masivni kapitel, a iznad njega kamena kocka s plitkim nišama na sve četiri strane. Samo u prednjoj niši reljefno je klesano raspelo rustičnih obilježja. Iznad toga je na vrhu mali zaobljeni stupić u kojem je bio zataknut željezni križ. Na kapitelu, ispod raspela, nalazi se teško čitljiv natpis: ANNO DNI 1740, a može se pretpostaviti se da se radi o godini obnove, jer je pil vjerojatno stariji.

## Zaštita
Pod oznakom Z-3522 zavedena je kao nepokretno kulturno dobro - pojedinačno, pravna statusa zaštićena kulturnog dobra, klasificirano kao "sakralna graditeljska baština".